# Vallée des Villards
La vallée des Villards, appelée aussi vallée du Glandon, est une vallée des Alpes françaises située en Savoie. Elle est formée par la rivière Glandon, un affluent de l'Arc.

## Toponymie
La vallée porte le nom de combe ou vallée des Villards et parfois celui du Glandon en référence au torrent du même nom,. Le torrent est mentionné au XVIe siècle. Le mot Glandon semble probablement d'origine celtique, correspondant à *Glennos, désignant une « vallée (...) vallée profonde ».
Le toponyme de Villard dérive du latin villa, désignant un « village, hameau »,,. En Maurienne, il est utilisé au pluriel pour qualifier des hameaux ou des fermes isolées sur les versants de la vallée. Le toponyme Villariis apparaît dans une charte de 1123 indiquant la présence de deux églises « ecclesias de Villariis ».

## Géographie

### Situation
La vallée des Villards est la vallée où s'écoule le torrent de montagne, le Glandon. Elle se trouve entre les massifs de Belledonne et des Arves. Elle est reliée à la vallée de l'Eau d'Olle par le col du Glandon. Cette définition géographique coïncide presque avec la définition administrative du « Pays des Villards » qui, quant à lui, se situe également pour une partie dans la vallée de l'Eau d'Olle.
La vallée correspond à une partie d'un synclinal situé entre le col de la Madeleine et la combe d'Olle, dont on retrouve la suite avec la vallée du Bugeon, sur le versant opposé de la Maurienne.

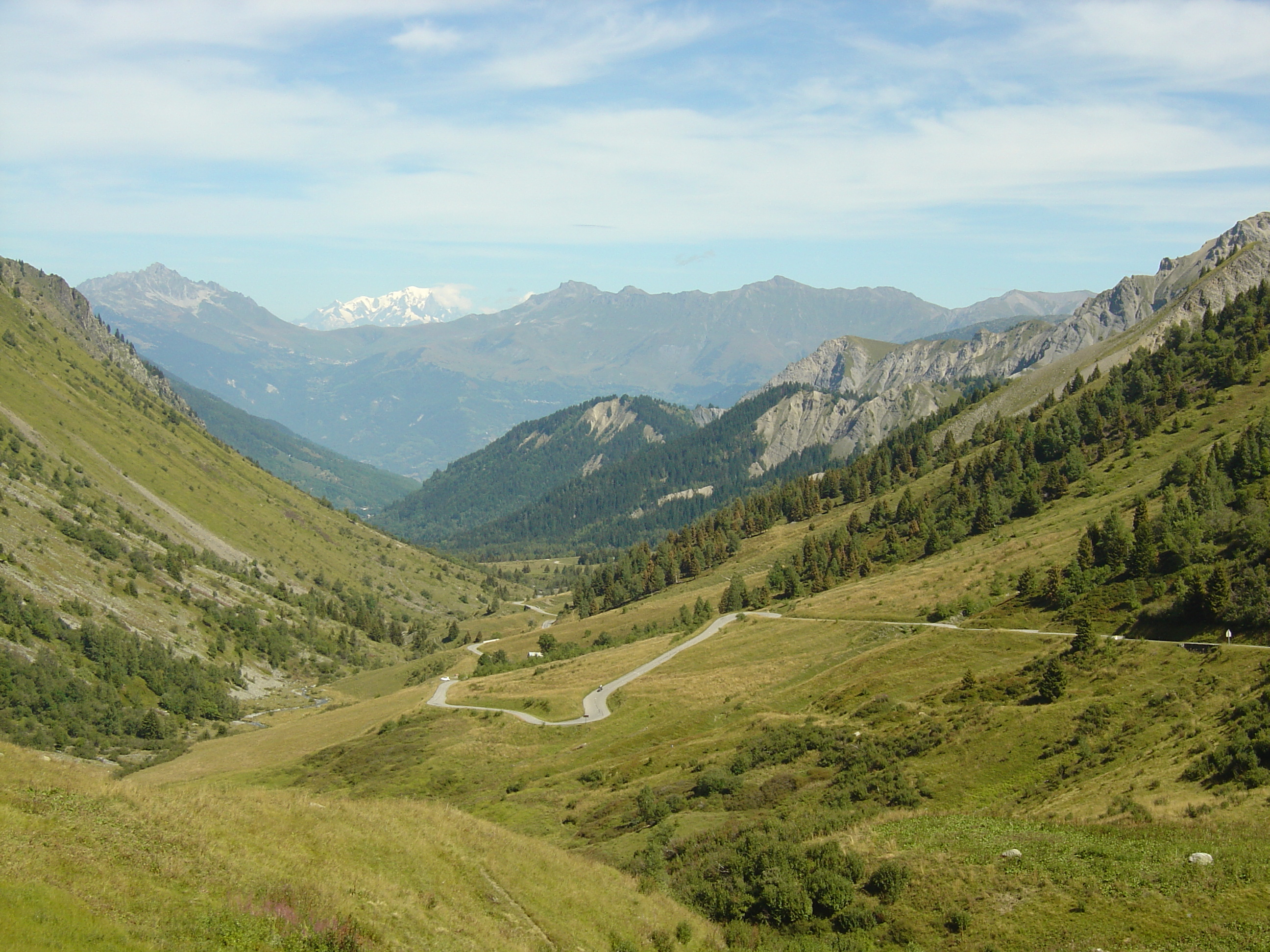
Le haut de la vallée des Villards, vue depuis le col du Glandon.
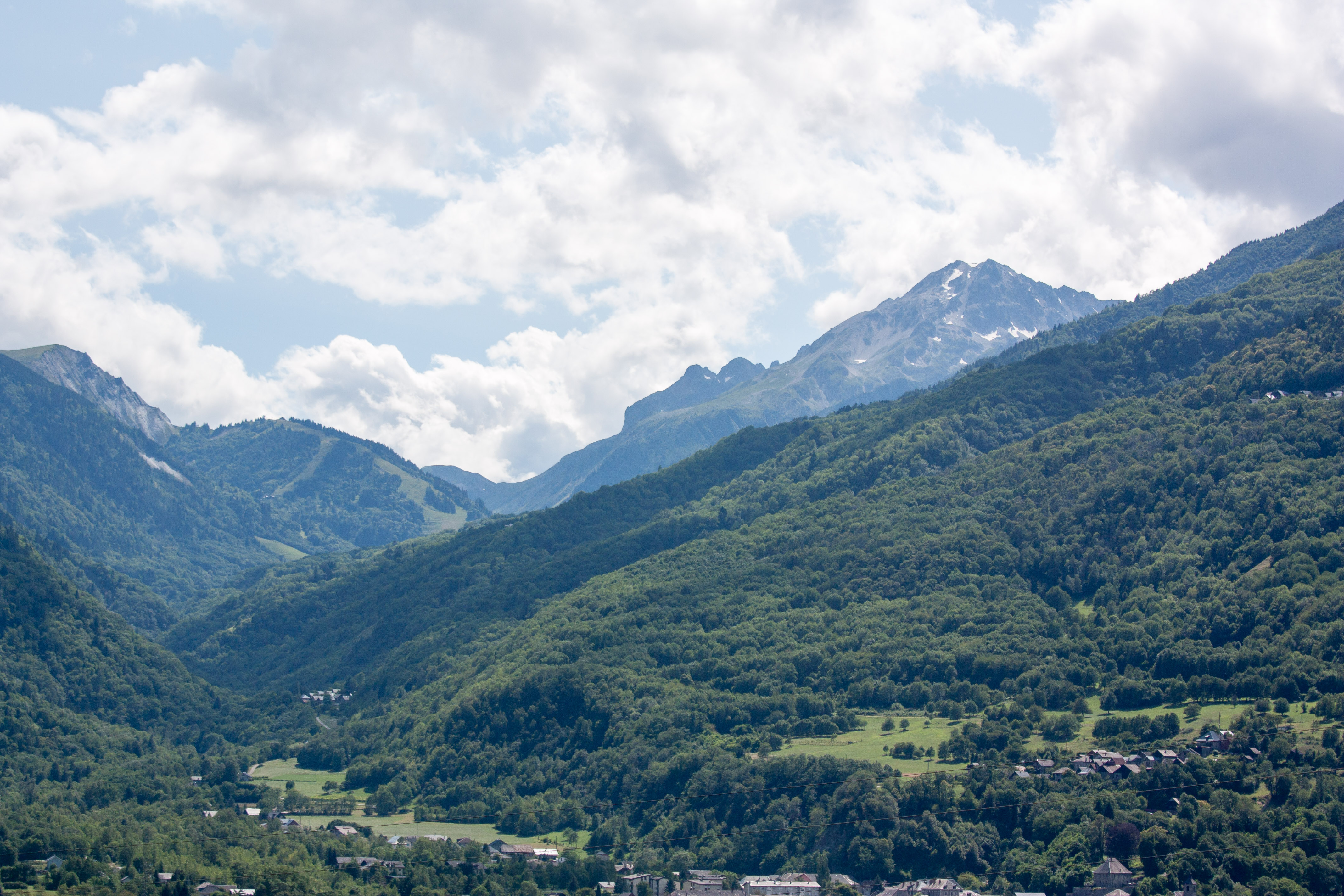
La vallée des Villards vue depuis Montaimont.

### Communes de la vallée
La vallée du Glandon regroupe principalement les communes de Saint-Alban-des-Villards et de Saint-Colomban-des-Villards, auxquels on peut ajouter des hameaux des communes de Saint-Étienne-de-Cuines et de Sainte-Marie-de-Cuines.

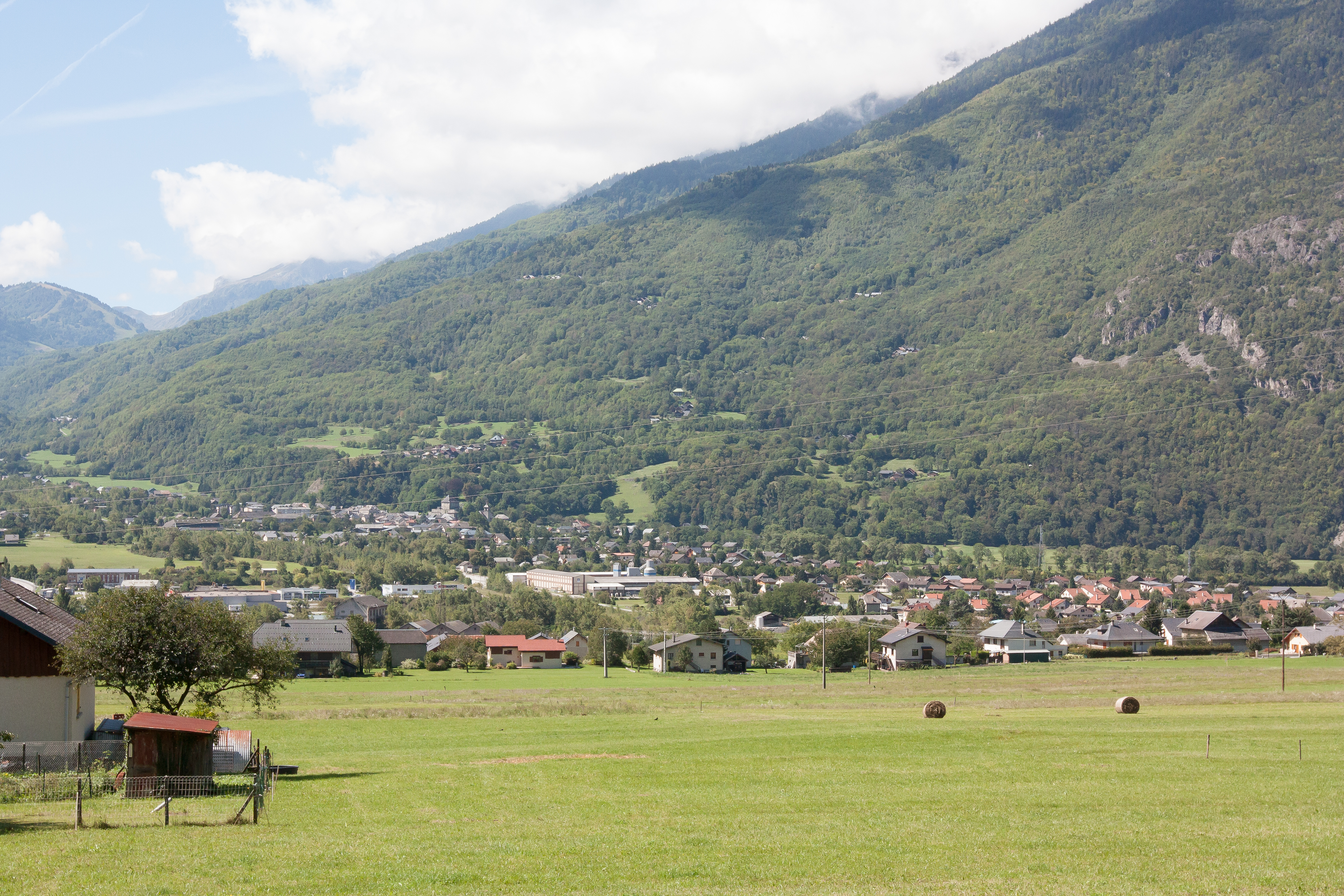
Saint-Étienne-de-Cuines, au bas la vallée des Villards, dominée par le massif de Belledonne.
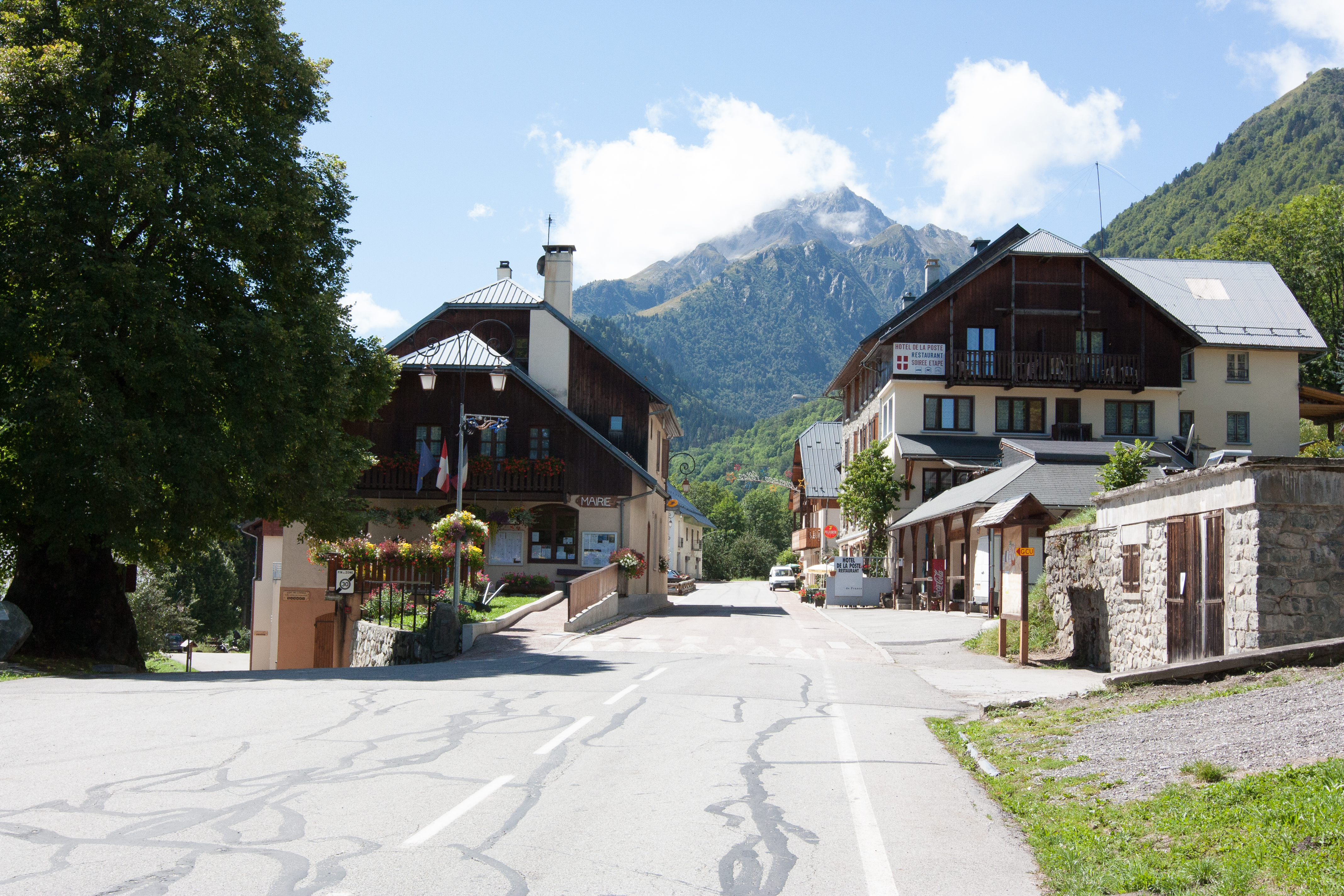
Saint-Colomban-des-Villards, au cœur de la vallée des Villards.
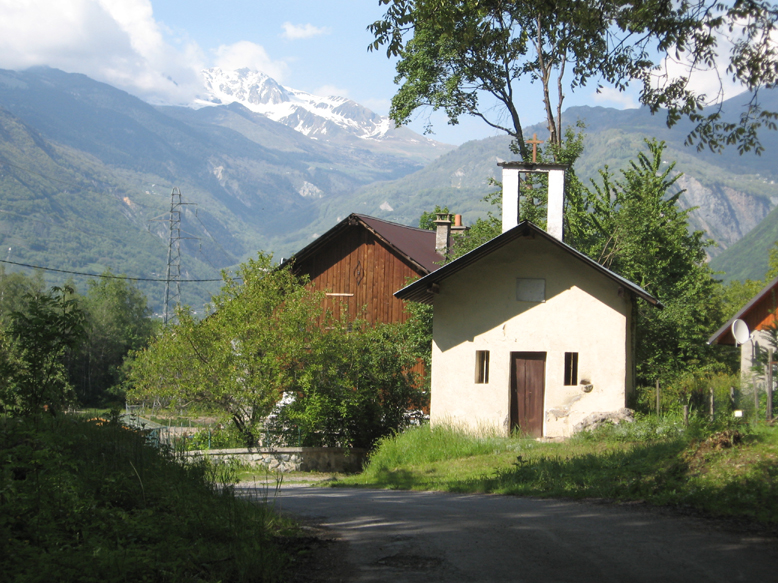
Le hameau de Bonvoisin (Sainte-Marie-de-Cuines), au bas de la vallée des Villards.

## Histoire
La présence humaine de la vallée remonte Néolithique avec la présence d'une pierre à cupules dans la combe du Merlet, sur la commune de Saint-Alban-les-Villards, ainsi qu'une autre au col du Glandon, sur la commune de Saint-Colomban-les-Villards,.
Une voie romaine secondaire est établie dans la vallée, permettant de rejoindre la vallée de l'eau d'Olle. On trouve à proximité du col du Glandon un objet en bronze et un aureus de Caligula,.
La vallée semble avoir été occupée par des colons burgondes vers la fin du VIe siècle voire au début du siècle suivant. L'étude des noms de famille de la vallée permettrait de justifier le propos, puisqu'au XVIe siècle la plupart de ceux-ci avaient une origine germanique : « Amblard, Bérard, Emidon, Gontier, Gottefrey, ou Rostaing ».
Les deux paroisses de la vallée, Saint-Colomban et Saint-Alban, relevaient pour partie des seigneurs de La Chambre et du Chapitre de la cathédrale de Saint-Jean-de-Maurienne. Elles font partie, un temps, avec celle de Saint-Étienne-de-Cuines, à la châtellenie de Cuines.
La vallée — constituée des quatre paroisses des Cuines et des Villards — est vendue et érigée en comté par le duc Victor-Amédée II, par lettres patentes du 11 novembre 1699, à noble Pierre Martin-Salière d'Arve, en échange de la somme de 10 000 florins,.